# Taviodes javanica
Taviodes javanica är en fjärilsart som beskrevs av Walter Karl Johann Roepke 1954. Taviodes javanica ingår i släktet Taviodes och familjen nattflyn. Inga underarter finns listade i Catalogue of Life.